# Eigenkapitalveränderungsrechnung
Die Eigenkapitalveränderungsrechnung (oder Eigenkapitalspiegel; englisch statement of changes in equity) ist in der Betriebswirtschaftslehre und insbesondere im Rechnungswesen eine detaillierte Liste über die Untergliederung und Veränderungen des Eigenkapitals in der Bilanz.

## Allgemeines
Insbesondere die Bilanzpositionen des Anlagevermögens und des Eigenkapitals weisen die Eigenheit auf, dass sie aus einer Vielzahl von Unterpositionen bestehen, die den Bilanzleser interessieren könnten, ihm aber ohne gesetzliche Regelung verborgen bleiben würden. Deshalb haben sich zur Verbesserung der Transparenz die Rechnungslegungsstandards HGB und IFRS dazu entschieden, beim Anlagevermögen ein Anlagengitter und beim Eigenkapital die Eigenkapitalveränderungsrechnung einzuführen, die beide im Anhang zum Jahresabschluss zu veröffentlichen sind.

## Rechtsgrundlagen
Die Eigenkapitalveränderungsrechnung wurde erstmals 2003 vom Rechnungslegungsstandard IFRS eingeführt und ist seit seiner Revision im Jahre 2007 als IAS 1.10c bzw. IAS 1.106-1.110 kodifiziert, worin er einen Pflichtbestandteil einer nach IAS aufgestellten Bilanz darstellt. Gemäß IAS 1.106 ff. ist für jede Komponente des Eigenkapitals die Entwicklung innerhalb der Berichtsperiode darzustellen. Zu den Eigenkapitalbestandteilen, die jeweils getrennt darzustellen sind, gehören beispielsweise jede Kategorie des eingebrachten Kapitals (gezeichnetes Kapital, Kapitalrücklagen etc.), der kumulierte Saldo jeder Kategorie des sonstigen Ergebnisses und die Gewinnrücklagen (IAS 1.108). Das Gesamtergebnis ist aufzuteilen auf den Anteil der Eigentümer des Mutterunternehmens und, sofern vorhanden, auf die Minderheitsanteile (IAS 1.106 a). Eventuelle Änderungen für Vorjahre, die das Eigenkapital berühren (z. B. Mehrergebnisse durch eine Betriebsprüfung oder bestimmte geänderte Bilanzierungsmethoden) sind retrospektiv zu korrigieren und anzugeben (IAS 1.106 b, 1.110). Die „eigentlichen“ Änderungen in der Berichtsperiode sind durch eine Überleitungsrechnung von den einzelnen Komponenten des Eigenkapital zu Beginn des Jahres auf des Ende des Jahres darzustellen, insbesondere durch Berücksichtigung von Gewinn bzw. Verlust, Bestandteile des sonstigen Ergebnisses, Dividenden, Einlagen und Änderungen der Kapitalbeteiligungen bei Tochterunternehmen (IAS 1.106 d).
Der Eigenkapitalspiegel ist seit Inkrafttreten des Bilanzrechtsreformgesetzes verpflichtender Bestandteil eines Konzernabschlusses nach § 297 Abs. 1 HGB. Bereits mit Inkrafttreten des Transparenz- und Publizitätsgesetz (TransPuG) war er für alle nach § 2 WpHG kapitalmarktorientierten Mutterunternehmen verpflichtend. In Deutschland müssen lediglich kapitalmarktorientierte Kapitalgesellschaften nach § 264 Abs. 1 HGB den Jahresabschluss zusätzlich um eine Kapitalflussrechnung und eine Eigenkapitalveränderungsrechnung erweitern, selbst wenn sie nicht zur Aufstellung eines Konzernabschlusses verpflichtet sind.

## Inhalt
In einem Jahresabschluss mit dem Bilanzstichtag 31. Dezember sieht die Grundform der Eigenkapitalveränderungsrechnung bei einer Aktiengesellschaft wie folgt aus:
| Bilanzposition                        | Eröffnungsbilanz 1. Januar | Schlussbilanz 31. Dezember |
| ------------------------------------- | -------------------------- | -------------------------- |
| ausstehende Aktien                    |                            |                            |
| Aktienrückkauf                        |                            |                            |
| gezeichnetes Kapital                  |                            |                            |
| Kapitalrücklage                       |                            |                            |
| Gewinnrücklage                        |                            |                            |
| Anteile anderer Gesellschafter        |                            |                            |
| gezahlte Dividende                    |                            |                            |
| Jahresüberschuss                      |                            |                            |
| Änderungen des Konsolidierungskreises |                            |                            |
| Eigenkapital gesamt                   |                            |                            |

In der Bilanz erscheint lediglich das gesamte Eigenkapital, im Anhang findet sich seine Aufgliederung. Auch weitere Untergliederungen sind möglich (etwa satzungsmäßige, gesetzliche und andere Gewinnrücklagen).

## Wirtschaftliche Aspekte
Aufgabe des Eigenkapitalspiegels ist es, die Herkunft des Eigenkapitals (vor allem im Konzern) nachzuweisen und Auskunft über die Zusammensetzung und die Veränderungen des Eigenkapitals in der Rechnungsperiode zu geben. Neben den aus Geschäftsvorfällen resultierenden Eigenkapitalveränderungen sind auch erfolgsneutrale Vorgänge im Eigenkapitalspiegel zu zeigen. Hierzu gehören die aus finanziellen Transaktionen mit Aktionären resultierenden Veränderungen (wie Dividendenzahlungen; IAS 1.98), Gewinne und Verluste aus Differenzen durch Währungsumrechnung von ausländischen Tochtergesellschaften (IAS 21) oder Gewinne und Verluste aus Neubewertungsreserven (IAS 16, IAS 28).